# ۶۱۸ (قمری)
۶۱۸ (قمری)، ششصد و هجدهمین سال در گاهشماری هجری قمری است. اول محرم این سال برابر با بیست و پنجم فوریه سال ۱۲۲۱ میلادی است.

## درگذشتگان
- قطب‌الدین حیدر